# 중앙고등보통학교 육상단
중앙고등보통학교 육상단(中央高等普通學校陸上團)은 일제강점기 조선 경기도 경성부에 있었던 육상 선수단이다. 중앙고등보통학교가 운영했던 U-18 육상단이며, 1923년 이전에 창단되었고 1939년 이후에 해단되었다.

## 시즌별 성적
| 시즌 | 대회                                 | 종목              | 선수   | 기록      | 순위   | 비고 |
| ---- | ------------------------------------ | ----------------- | ------ | --------- | ------ | ---- |
| 1923 | 전조선중등학교육상경기대회           | 남자 100yd        | 김우닉 | 불명      | 불명   |      |
| 1924 | 전국체육대회 육상 청년부             | 남자 100m         | 공갑용 | 불명      | 불명   |      |
| 1924 | 전국체육대회 육상 청년부             | 남자 100m         | 김양호 | 불명      | 불명   |      |
| 1924 | 전국체육대회 육상 청년부             | 남자 100m         | 도상린 | 불명      | 불명   |      |
| 1924 | 전국체육대회 육상 청년부             | 남자 200m         | 공갑용 | 불명      | 불명   |      |
| 1924 | 전국체육대회 육상 청년부             | 남자 400m         | 공갑용 | 불명      | 불명   |      |
| 1924 | 전국체육대회 육상 청년부             | 남자 400m         | 김홍권 | 불명      | 불명   |      |
| 1924 | 전국체육대회 육상 청년부             | 남자 400m         | 도상린 | 불명      | 불명   |      |
| 1924 | 전국체육대회 육상 청년부             | 남자 400m         | 한성훈 | 불명      | 불명   |      |
| 1924 | 전국체육대회 육상 청년부             | 남자 800m         | 윤도순 | 2:31.4    | 준우승 |      |
| 1924 | 전국체육대회 육상 청년부             | 남자 1500m        | 윤도순 | 불명      | 불명   |      |
| 1924 | 전국체육대회 육상 청년부             | 남자 110m 허들    | 정천종 | 20.8      | 준우승 |      |
| 1924 | 전국체육대회 육상 청년부             | 남자 200m 허들    | 정천종 | 불명      | 불명   |      |
| 1924 | 전국체육대회 육상 청년부             | 남자 멀리뛰기     | 정천종 | 17.70ft   | 3위    |      |
| 1924 | 전국체육대회 육상 청년부             | 남자 높이뛰기     | 정천종 | 불명      | 준우승 |      |
| 1924 | 전국체육대회 육상 청년부             | 남자 장대높이뛰기 | 백호제 | 불명      | 불명   |      |
| 1924 | 전국체육대회 육상 청년부             | 남자 장대높이뛰기 | 한우성 | 불명      | 준우승 |      |
| 1924 | 전국체육대회 육상 청년부             | 남자 포환던지기   | 신관영 | 10.01m    | 우승   |      |
| 1924 | 전국체육대회 육상 청년부             | 남자 원반던지기   | 신관영 | 불명      | 불명   |      |
| 1924 | 전국체육대회 육상 청년부             | 남자 원반던지기   | 한우성 | 불명      | 불명   |      |
| 1925 | 전조선중등이상학교인천경성간역전경주 | 남자 역전         | 불명   | 2:46:08.3 | 4위    |      |

## 참고 문헌
- “스포츠지원포털 등록 현황”. 대한체육회.
- “대한체육회 국내종합경기대회”. 대한체육회.
- 《대한체육회 50년》. 대한체육회. 1970. 2020년 11월 8일에 원본 문서에서 보존된 문서. 2022년 11월 5일에 확인함.
- 《대한체육회 70년사》. 대한체육회. 1990. 2020년 11월 8일에 원본 문서에서 보존된 문서. 2022년 11월 5일에 확인함.
- 《대한체육회 90년사》. 대한체육회. 2011. 2020년 11월 8일에 원본 문서에서 보존된 문서. 2022년 11월 5일에 확인함.
- 대한체육회 100주년 기념사업부 (2020). 《대한민국 체육 100년》. 대한체육회.

## 같이 보기
- 중앙고등학교
- 중앙고등학교 야구단
- 중앙고등학교 축구단
- 중앙고등보통학교 농구단
- 중앙고등보통학교 럭비단
- 중앙고등보통학교 정구단
- 중앙고등보통학교 줄다리기단